# 大久野駅
大久野駅（おおぐのえき）は、かつて東京都西多摩郡日の出町大字大久野にあった日本国有鉄道（国鉄）五日市線（通称・岩井支線）の鉄道駅（廃駅）である。廃止時点では貨物駅であった。

## 歴史
- 1925年（大正14年）9月20日：五日市鉄道の武蔵五日市駅 - 武蔵岩井駅間延伸に伴い開業[1]。
- 1940年（昭和15年）10月3日：五日市鉄道が南武鉄道と合併し、同社五日市線の駅となる[1]。
- 1944年（昭和19年）4月1日：南武鉄道が戦時買収で国有化され、鉄道省（後の日本国有鉄道）の駅となる[1]。
- 1958年（昭和33年）7月20日：荷物集配区域の統合に伴い、集貨および配達の取扱を廃止する[2]。
- 1961年（昭和36年）5月10日：営業範囲を、一般運輸営業（ただし、集貨および配達はしない。）から、旅客、手荷物、小荷物および車扱貨物（ただし、配達はしない。）へ改める[3]。
- 1971年（昭和46年）1月1日：営業範囲を、旅客、手荷物、小荷物および当駅接続専用線発着車扱貨物（ただし、配達はしない。）へ改める[4]。
- 1971年（昭和46年）2月1日：営業範囲を、当駅接続専用線発着車扱貨物へ改め[5]、当駅を含む武蔵五日市駅 - 武蔵岩井駅間の旅客運輸営業を廃止する[6]。
- 1974年（昭和49年）10月1日：営業範囲を、専用線発着車扱貨物へ改める[7]。
- 1982年（昭和57年）11月15日：拝島駅 - 当駅間の貨物運輸営業を廃止し[8]、当駅を廃止する。[9]

## 輸送量
| 年度 | 発送貨物トン | 到着貨物トン |
| ---- | ------------ | ------------ |
| 1953 | 285,217      | 181,507      |
| 1956 | 240,940      | 235,686      |
| 1960 | 194,047      | 303,440      |
| 1965 | 100,206      | 230,434      |
| 1970 | 61,852       | 124,346      |
| 1975 | 14,861       | 56,295       |

- 東京都統計年鑑各年度版

## 隣の駅
日本国有鉄道
五日市線（貨物支線・岩井支線）
武蔵五日市駅 - 大久野駅 - 武蔵岩井駅